# 東京S黄尾探偵団
『東京S黄尾探偵団』（とうきょうえすきびたんていだん）は、響野夏菜による日本のライトノベル。イラストは藤馬かおりが担当している。コバルト文庫（集英社）より1999年2月から2005年7月まで刊行された。

## あらすじ
将来有望なテニスプレイヤーだった行衡は、肩の故障が原因で、特待生だった高校を去ることになった。代わりに入学したのが通信制の黄尾高校。大量のレポートを提出しなければならない反面、登校は週に一度でいいシステムのため、故障のショックで人間嫌いになっていた行衡にとっては好都合だった。ところが静かな高校生活を送っていたある日、行衡の家に兄だと名乗る少年・五月が現れる。黄尾高校の保健室に案内するよう頼まれた行衡は、そこで驚愕の事実を知る。なんと保健室は探偵の事務所を兼ねていたのだ! 驚いている間もなく、その場に事件解決の依頼が舞い込み、行衡はなし崩しにまきこまれることとなる。

## 登場人物
天野 行衡（あまの ゆきひら）
本作の主人公。イエローテールの常識担当。1巻時点で17歳。
肩の故障によって未来を奪われたテニスプレーヤー、というシリアス設定に反し、性格は他のメンバー曰く「ええかっこしぃ」「バカ」等。
母子家庭で育ち、母に厳しくしつけられたため、料理や家事が得意である。探偵団の「主夫」的存在。
また元がスポーツ選手であるため運動神経に優れており、体力仕事も担当する。その他の特技は「顔がいいこと」。徹底的な音痴であり、時として武器に使われることもある。
五月の義弟であることと、誕生日が6月1日であることから、「ロクガツ」と呼ばれることが多い。苗字は『特攻天女』の天野瑞希から取られた。
天野 五月（あまの いつき）
父母同士の再婚によって出来た、行衡の同い年の義兄。イエローテールメンバー。1巻時点で17歳。
帰国子女であり、飛び級によって17歳で大学を卒業した天才少年。大学院入学を蹴飛ばして、紀井津慈吾朗の元に就職するためはるばる帰国してきた変り種でもある。
普段は「バカと天才は紙一重」ぶりを発揮しており、ボケては行衡に殴られているが、いざという時は「天才少年」の称号にふさわしい頭の良さを見せる。しかし体力はあまり無い。霊感体質でもある。口癖は「DV（ドメバ）者！」「ハラスメント〜」。
パソコンに強く、アメリカ時代にセイン・ウォーターグレインと非合法組織を作っていた過去を持つ。
藍田 花音（あいだ かのん）
可憐な美少女。イエローテールメンバー。巻の途中から行衡の恋人になる。1巻時点で16歳。
その見た目とは逆に激しい性格をしており、毒舌で嫉妬深い一面もある。
一度見聞きした物は絶対に忘れないという人間離れした記憶力を持ち、五感も獣なみに優れている。しかしそれゆえにいじめで苦しんだ過去を持つため、似たような境遇の他人に必要以上の同情をかけてしまう傾向あり。
五月には及ばないものの、中学校のほとんどを欠席（年間100日以上通わなければ留年もあり得るのに、実際に通っていたのは3年間で100日以下）で過ごしながら常に学年トップを取るほどの頭脳の持ち主。
如月みさおとは一見正反対だが、通じるところがあるのか親友といっていいほど仲がいい。
とても過保護な兄がおり、一度軟禁されたことがある。
如月 みさお（きさらぎ みさお）
中身も外見もゴージャスな美少女。イエローテールメンバー。1巻時点で16歳。
長くて鋭い爪を持っており、時折武器として使用するため行衡たちから「危険な武器（デンジャラス・ウェポン）」として恐れられている。
金遣いが非常に荒いが、商人の家に生まれたためか交渉技術に長けており、宝石等の盗品に関する知識も豊富で顔も広い。母の以前の夫に溺愛されており、たびたび彼らの運ぶ厄介ごとに巻き込まれる。
異父姉の佐原妙子が組織していた売春組織で身体を売っていたことがあるが、今はきっちり足を洗っている。
砧 兵悟（きぬた ひょうご）
暴走族「死神」の初代総長。本業はトラック運転手。イエローテールメンバー。1巻時点で26歳。
身体を張ってでも絶対に仲間を守りぬく姿はいまだに少年達の尊敬を呼んでおり、現役を退いて数年経つ現在に至っても、電話一本で「死神」の少年達を動かせる影響力を持っている。運転は荒いが技術は確かで超人的。
色男と言っていいルックスを持つが、いかんせん目つきが悪く、髪をオールバックにし周囲を威嚇するようなオーラを出しているためか、道行く人々から避けられることの方が多い。また、ヘビースモーカーで、ニコチンが切れてイライラしていること多々。
「らぶひー」こと日奈屋麻美という彼女がいるが、硬派で色恋沙汰が苦手な性分であるため、その話題は地雷である。
新田 善美（にった よしみ）
どんな鍵でも開けてしまう、イエローテールの鍵師。1巻時点で21歳。
行衡と同じく数少ないイエローテールの常識派だが、「ぺんぺん草」のふたつ名を持つほど意志が薄弱であるためあまりブレーキ役にはなっていない。紀井津探偵事務所の唯一の正社員である。（他の所員はアルバイト）
高校生で恋人を妊娠させてしまい、責任を取る形で高校を退学した。しかし妻の暁香（さとか）は娘を産んだ半年後に蒸発してしまい、以後父子家庭で暮らしている。
娘のサナを溺愛しているものの、多忙のため実家に預けることが多く、その度に母親から見合いを勧められて辟易している模様。
紀井津 慈吾朗（きいつ じごろう）
イエローテール所長。1巻時点で66歳。
金持ちだが強欲でがめつく、金のためなら何でもやってしまう、正にイエローテールの代表者。
自分のわがままや暇つぶしのために所員を振り回すこともあるが、締めるところは締めるため所員からはそれなりの信頼を得ている。
動物のように勘がずばりと当たるが、その勘は重要な局面でしか発揮されないようである。
「ある目的」を果たすためにイエローテールをつくり、メンバーを集めている。
長瀬 早輝子（ながせ さきこ）
黄尾高校の保健医。慈吾郎の遠縁にあたり、その縁で保健室を独占されている。年齢不詳。
薬剤師の免許を持っていたり動物の治療も出来たり、自宅にメスが置いてあったりと、只者ではない女性。
唐沢をいじめるのが好き。ただし恋愛感情は無いらしい(本人談)。大酒飲み。
唐沢 順也（からさわ じゅんや）
S県警の警部補。大学院卒のエリート、のはずなのだが常にイエローテールにこき使われている。
慈吾郎の遠縁に当たるため、常に事件は無いか慈吾郎にせっつかれ、公費で落ちない分の報酬を自己負担させられ、さらにはイエローテールメンバー全員の携帯電話代まで払わせられているカワイソウな人。パニックに陥るとその場でぐるぐる回る癖あり。
長年早輝子に想いを寄せているが、虫けら程度にしか思われていない。

## 用語
東京S黄尾探偵団
S県の黄尾高校の保健室に支部を置いている探偵団の名称。別名トーキョースーパーイエローテール。三原則は「ずるい・きたない・あくどい」。
- 所長から社員、アルバイトに至るまで、全員が黄尾高生で構成されている（黄尾高校は年齢制限がないため、老若男女さまざまな職業の生徒が在籍している）。
- 本局の事務所は別に構えており、更に天野家を支局支部として入り浸っている。
- 「身内に甘く他人に厳しく」「勝てば官軍」「やられたら百倍にしてやり返せ」「金は毟れるだけ毟り取れ」等の家訓を持ち、事件は解決するよりも起こす方が得意。爆破に窃盗、狂言誘拐に銀行強盗、しまいにはマフィアとの銃撃戦やカーチェイス等、ブラックな武勇伝には事欠かない。唯一の禁止事項は殺人。
- 探偵団と言いつつも実質は兼業ギャングのような集団で、現在では黄尾高生だけでなく、警察やヤクザからも恐れられている。因みにいざという時に着用する制服も存在するが、黒シャツ＋赤ネクタイ＋グレースーツという、ギャングにしか見えない配色となっている。

## 既刊一覧
- 響野夏菜（著） / 藤馬かおり（イラスト） 『東京S黄尾探偵団』 集英社〈コバルト文庫〉、全28巻
  1. 「少女たちは十字架を背負う」1999年2月10日第1刷発行（2月3日発売[1]）、ISBN 4-08-614551-0
  2. 「青の封印」1999年3月10日第1刷発行（3月3日発売[2]）、ISBN 4-08-614562-6
  3. 「Kの処刑場」1999年6月10日第1刷発行（6月3日発売[3]）、ISBN 4-08-614597-9
  4. 「五月、拉致られる」1999年9月10日第1刷発行（9月3日発売[4]）、ISBN 4-08-614629-0
  5. 「さらば愛しき女よ」1999年11月10日第1刷発行（11月2日発売[5]）、ISBN 4-08-614654-1
  6. 「羊たちの祭壇」2000年2月10日第1刷発行（2月3日発売[6]）、ISBN 4-08-614681-9
  7. 「竹林温泉殺人事件」2000年3月10日第1刷発行（3月3日発売[7]）、ISBN 4-08-614691-6
  8. 「時計台の首縊りの鐘」2000年6月10日第1刷発行（6月2日発売[8]）、ISBN 4-08-614724-6
  9. 「魔都に鳴く龍」2000年9月10日第1刷発行（9月1日発売[9]）、ISBN 4-08-614757-2
  10. 「君にささげる花束」2000年11月10日第1刷発行（11月1日発売[10]）、ISBN 4-08-614782-3
  11. 「Sの葬列」2001年2月10日第1刷発行（2月2日発売[11]）、ISBN 4-08-614814-5
  12. 「俺たちは天使じゃない」2001年6月10日第1刷発行（6月1日発売[12]）、ISBN 4-08-614863-3
  13. 「ローマの厄日」2001年8月10日第1刷発行（7月27日発売[13]）、ISBN 4-08-614891-9
  14. 「宝島へようこそ」2001年11月10日第1刷発行（11月2日発売[14]）、ISBN 4-08-600028-8
  15. 「シンギング・バード」2002年2月10日第1刷発行（2月1日発売[15]）、ISBN 4-08-600066-0
  16. 「奥様は魔女!?」2002年5月10日第1刷発行（4月25日発売[16]）、ISBN 4-08-600114-4
  17. 「保健室とマシンガン」2002年6月10日第1刷発行（6月1日発売[17]）、ISBN 4-08-600117-9
  18. 「嵐の歌を聴け」2002年8月10日第1刷発行（7月26日発売[18]）、ISBN 4-08-600145-4
  19. 「その女、凶暴につき」2003年3月10日第1刷発行（2月28日発売[19]）、ISBN 4-08-600229-9
  20. 「八月の雨」2003年5月10日第1刷発行（4月25日発売[20]）、ISBN 4-08-600260-4
  21. 「Uの烙印」2003年8月10日第1刷発行（7月25日発売[21]）、ISBN 4-08-600299-X
  22. 「もっとも危険なゲーム」2003年12月10日第1刷発行（11月28日発売[22]）、ISBN 4-08-600350-3
  23. 「バカップルがいっぱい」2004年3月10日第1刷発行（3月3日発売[23]）、ISBN 4-08-600388-0
  24. 「雨の海に眠れ」2004年5月10日第1刷発行（4月27日発売[24]）、ISBN 4-08-600418-6
  25. 「S黄尾、解散!?」2004年8月10日第1刷発行（7月27日発売[25]）、ISBN 4-08-600460-7
  26. 「史上最大の作戦（前編）」2005年2月10日第1刷発行（2月1日発売[26]）、ISBN 4-08-600542-5
  27. 「史上最大の作戦（後編）」2005年3月10日第1刷発行（3月3日発売[27]）、ISBN 4-08-600555-7
  28. 「奥様は魔女!? リターンズ」2005年8月10日第1刷発行（7月29日発売[28]）、ISBN 4-08-600628-6